# چرخ آبی

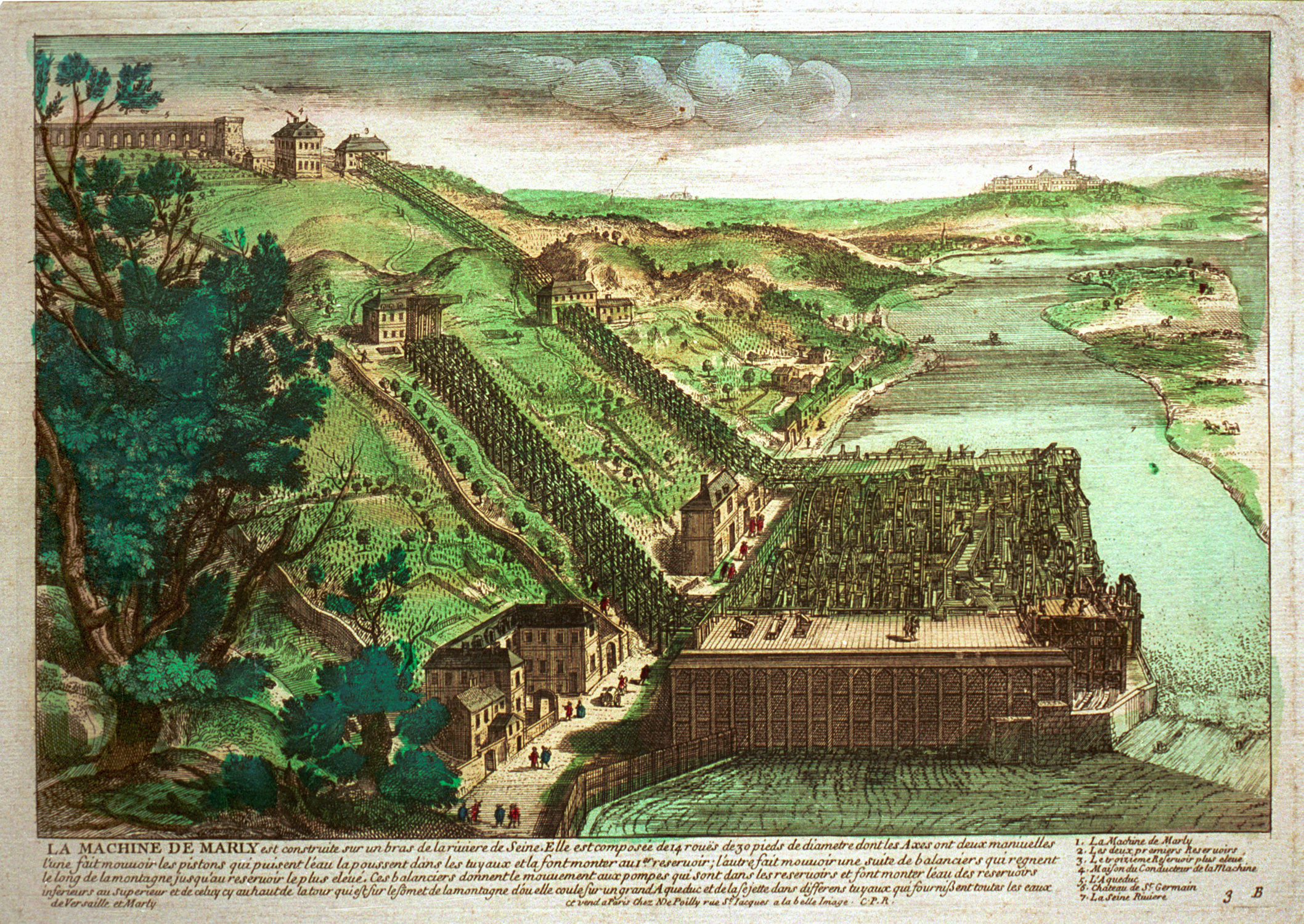
سیستم هیدرولیکی ماشین دو مارلی در سال ۱۷۲۲ میلادی که با کمک چندین چرخ آبی عظیم کار می‌کرد.

چرخ آبی (انگلیسی: Water wheel) یک ماشین برای تبدیل انرژی جریانی آب به اشکال مفید نیرو است، که اغلب در آسیاب آبی مورد استفاده قرار می‌گیرد. چرخ آبی از یک چرخ، تعدادی تیغه یا سطل تشکیل می‌شود. اغلب چرخ‌های آبی به صورت عمودی بر روی یک محور افقی قرار می‌گیرند، همچنین می‌توانند به صورت افقی روی یک شفت عمودی نیز نصب شوند.